# 200 mètres masculin aux Jeux olympiques d'été de 1948 (athlétisme)
Pour un article plus général, voir Athlétisme aux Jeux olympiques d'été de 1948.
Navigation
Berlin 1936 Helsinki 1952
L'épreuve du 200 mètres masculin aux Jeux olympiques de 1948 s'est déroulée les 2 et 3 août 1948 au Stade de Wembley de Londres, au Royaume-Uni. Elle a été remportée par l'Américain Mel Patton.

## Résultats

### Finale
| Rang               | Athlète           | Pays       | Temps  | Notes |
| ------------------ | ----------------- | ---------- | ------ | ----- |
| Médaille d'or      | Mel Patton        | États-Unis | 21 s 1 |       |
| Médaille d'argent  | Barney Ewell      | États-Unis | 21 s 1 |       |
| Médaille de bronze | Lloyd LaBeach     | Panama     | 21 s 2 |       |
| 4                  | Herb McKenley     | Jamaïque   | 21 s 3 |       |
| 5                  | Clifford Bourland | États-Unis | 21 s 3 |       |
| 6                  | Leslie Laing      | Jamaïque   | 21 s 8 |       |